# Eugène Ferrasse
Eugène Ferrasse (Olonzac, 25 septembre 1880 - Marbella, 12 août 1961) est un spéléologue français. 
Il est surtout connu pour ses études et explorations dans le département de l'Hérault.

## Biographie
Eugène Ferrasse fut enseignant à Montpellier, puis directeur d'école.

## Activités spéléologiques
Dans le domaine de la spéléologie, il pratique avec le Groupe spéléologique du Minervois.
Il réalise un inventaire des cavités du département de l'Hérault, qui est publié à partir de 1904.
Parmi ses explorations importantes figure la Couronnelle, cavité dans laquelle un ruisseau souterrain peut être suivi sur 1 900 mètres avant de ressortir dans le ravin de Coupial.

## Œuvres
- Hydrographie de la Cesse et l'Ognon, thèse de doctorat, Montpellier, 166 pages.
- Les cavités naturelles du département de l'Hérault in Bulletin de la Société Languedocienne de Géographie 1904 (27), pages 218-229 et 1905 (28)pages 15-34, 205-221, 249-264, 257-264.
- Les cavernes des environs de Minerve (Hérault) in Spelunca, Bulletins et Mémoires de la Société de Spéléologie, tome IV, no 26, Paris, broché, 1901, 16 x 25, 28 pp., 7 figures et 1 plan h.t. ; plan dépliant de la grotte de Minerve par M. Bousquet.

## Sources et références
- « Les grandes figures disparues de la spéléologie française », Spelunca (Spécial Centenaire de la Spéléologie), no 31,‎ juillet-septembre 1988, p. 48
- Delanghe, Damien, Médailles et distinctions honorifiques (document PDF), in : Les Cahiers du CDS no 12, mai 2001.
- Association des anciens responsables de la fédération française de spéléologie : In Memoriam.
- Martel, E.-A. (1905) : La spéléologie au XXe siècle, publication de la Société de spéléologie, page 85.
- Martel, E.-A. (1921) : Nouveau traité des eaux souterraines, Édition Douin (Paris), pages 263-266.
- Martel, E.-A. (1936) : Les Causses majeurs, Librairie Artières et Mauduy (Millau), page 407.
- Martel, E.-A. (1928-1930) : La France ignorée, Librairie Delagrave (Paris), pages 166 et 172-173.

1. ↑  Archives de l'Hérault, registre 2 MI 189/1, acte de naissance n°37 dressé le 26/9/1880, vue 78/103
2. ↑  Archives de l'Hérault, registre 2 MI 189/1, mention marginale de décès, vue 81/103